# Angelo Piazza
Angelo Piazza (Bologna, 13 settembre 1955) è un avvocato e politico italiano.
È stato Ministro per la funzione pubblica dal 21 ottobre 1998 al 22 dicembre 1999 nel governo D'Alema I, oltreché deputato alla Camera nella XV legislatura della Repubblica Italiana.

## Biografia

### Attività professionale ed accademica
Laureato in giurisprudenza, è stato avvocato dello stato, poi giudice amministrativo al tribunale amministrativo regionale dell'Emilia-Romagna e docente alla Scuola superiore della pubblica amministrazione presso la Presidenza del Consiglio dei Ministri. Contitolare di uno studio legale specializzato in diritto civile, commerciale e societario, è inoltre professore associato di diritto civile all'Università degli Studi di Roma "Foro Italico". È altresì componente dei consigli di amministrazione e degli organismi di controllo e vigilanza di diverse società ed enti pubblici e privati.

### Attività politica
Dal 1990 al 1992 è stato un collaboratore del socialista Enrico Boselli, quando era presidente della Regione Emilia-Romagna.
Ha collaborato con il ministro Franco Bassanini come capo dell'ufficio legislativo del Ministero per gli affari regionali nel governo Prodi I ed è in seguito diventato Ministro per la funzione pubblica nel governo D'Alema I.
Alle elezioni politiche del 2006 viene eletto alla Camera dei deputati, tra le liste della Rosa nel Pugno (lista elettorale che univa il Socialisti Democratici Italiani di Enrico Boselli e i radicali di Marco Pannella ed Emma Bonino) nella circoscrizione Emilia-Romagna.
Nella XV legislatura della Repubblica è stato capogruppo della Rosa nel Pugno nella 1ª Commissione Affari Costituzionali, della Presidenza del Consiglio e interni, componente della 9ª Commissione Trasporti, poste e telecomunicazioni e del Comitato per la legislazione. Termina il proprio mandato parlamentare nel 2008.
A novembre 2021 è stato nominato dal sindaco di Roma Roberto Gualtieri come amministratore unico pro tempore della municipalizzata AMA, in seguito alle dimissioni del suo predecessore Stefano Zaghis.